# Duquepsamminiidae
Duquepsamminiidae es una familia de foraminíferos bentónicos de la superfamilia Spiroplectamminoidea, del suborden Spiroplectamminina y del orden Lituolida. Su rango cronoestratigráfico abarca desde el Eoceno superior hasta el Mioceno.

## Discusión
Clasificaciones previas incluían Duquepsamminiidae en el suborden Textulariina del orden Textulariida, o en el orden Lituolida sin diferenciar el suborden Spiroplectamminina.

## Clasificación
Duquepsamminiidae incluye a los siguientes géneros:
- Duquepsammia †